# Coppa Varignana
La Coppa Varignana és una competició ciclista italiana d'un sol dia que es disputa als voltants de Castel San Pietro Terme, a l'Emília-Romanya. Creat al 1952, està reservada a ciclistes menors de 23 anys i a amateurs.

## Palmarès
| Any  | Vencedor             | Segon                      | Tercer                     |
| ---- | -------------------- | -------------------------- | -------------------------- |
| 1952 | Sergio Dal Fiume     |                            |                            |
| 1953 | Amerigo De Amicis    |                            |                            |
| 1954 | Aldo Moser           |                            |                            |
| 1955 | Italo Mazzacurati    |                            |                            |
| 1956 | Mario Monti          |                            |                            |
| 1957 | Giorgio Mancini      |                            |                            |
| 1958 | Bruno Piancastelli   |                            |                            |
| 1959 | Mario Pieruccini     |                            |                            |
| 1960 | Cesare Fontanelli    |                            |                            |
| 1961 | Pietro Partesotti    |                            |                            |
| 1962 | Fabio Saccani        |                            |                            |
| 1963 | Luciano Soave        |                            |                            |
| 1964 | Antonio Albonetti    |                            |                            |
| 1965 | Luciano Roggi        |                            |                            |
| 1966 | Gilberto Vellani     |                            |                            |
| 1967 | Silvano Ravagli      |                            |                            |
| 1968 | Enrico Maggioni      |                            |                            |
| 1969 | Gino Fochesato       |                            |                            |
| 1970 | Mario Giacone        |                            |                            |
| 1971 | Mauro Landini        |                            |                            |
| 1972 | Gino Fochesato       |                            |                            |
| 1973 | Giovanni Morelli     |                            |                            |
| 1974 | Salvatore Ghisellini |                            |                            |
| 1975 | Pierluigi Fabbri     |                            |                            |
| 1976 | Maurizio Rossi       |                            |                            |
| 1977 | Giuseppe Solfrini    |                            |                            |
| 1978 | Mauro De Pellegrini  |                            |                            |
| 1979 | Giuseppe Montella    |                            |                            |
| 1980 | Giuseppe Montella    |                            |                            |
| 1981 | Giuseppe Solfrini    |                            |                            |
| 1982 | Fabio Patuelli       |                            |                            |
| 1983 | Valerio Franceschini |                            |                            |
| 1984 | Romano Randi         |                            |                            |
| 1985 | Claudio Vandelli     |                            |                            |
| 1986 | Roberto Pelliconi    |                            |                            |
| 1987 | Flavio Zanini        |                            |                            |
| 1988 | Mauro Sandroni       |                            |                            |
| 1989 | Moreno Picchio       |                            |                            |
| 1990 | Andrea Peron         |                            |                            |
| 1991 | Riccardo Amanu       |                            |                            |
| 1992 | Sergio Barbero       |                            |                            |
| 1993 | Giuseppe Tartaggia   |                            |                            |
| 1994 | Luca Prada           |                            |                            |
| 1995 | Cristiano Andreani   |                            |                            |
| 1996 | Simone Mori          |                            |                            |
| 1997 | Mirko Angelelli      |                            |                            |
| 1998 | Filippo Perfeto      |                            |                            |
| 1999 | Matteo Alvisi        |                            |                            |
| 2000 | Robero Lotti         |                            |                            |
| 2001 | Francesco Magni      |                            |                            |
| 2002 | Andrei Karpatchev    |                            |                            |
| 2003 | Pasquale Muto        |                            |                            |
| 2004 | Nicola Del Puppo     |                            |                            |
| 2005 | Miguel Ángel Rubiano |                            |                            |
| 2006 | Alessandro Raisoni   | Daniele Marziani           | Luca Zanasca               |
| 2007 | Luca Dodi            | Valentino Carriero         | Davide Santuccione         |
| 2008 | Leopoldo Rocchetti   | Fabio Taborre              | Davide Santuccione         |
| 2009 | Alberto Cecchin      | Raffaele Serafino          | Gabriele Tassinari         |
| 2010 | Julián Arredondo     | Matteo Durante             | Mirko Boschi               |
| 2011 | Andrea Vaccher       | Julián Arredondo           | Francesco Manuel Bongiorno |
| 2012 | Ilya Gorodnichev     | Francesco Manuel Bongiorno | Federico Scotti            |
| 2013 | Andrea Toniatti      | Andrea Vaccher             | Gianluca Milani            |
| 2014 | Luca Benedetti       | Elia Zanon                 | Gianni Moscon              |
| 2015 | Gianni Moscon        | Giulio Ciccone             | Nicolò Rocchi              |
| 2016 | Andrea Garosio       | Davide Gabburo             | Alexandr Riabushenko       |